# Claes-Göran Hederström
Claes-Göran Hederström (Danderyd, 20 de octubre de 1945-8 de noviembre de 2022) fue un cantante sueco. 

## Biografía
Hizo su debut en la televisión sueca en 1967. En 1968 representó a Suecia en el Festival de la Canción de Eurovisión 1968 que tuvo lugar en Londres con la canción Det börjar verka kärlek, banne mej ("Esto empieza a parecerse al amor, maldita sea") obteniendo la quinta posición. La canción fue un éxito en Suecia y se convirtió en la canción más famosa de Hederström.  